# Nova (chaîne de télévision)
Nova est une chaîne de télévision généraliste commerciale privée espagnole appartenant au groupe Atresmedia.

## Histoire
Nova est né le 30 novembre 2005, sous le nom de Antena.Nova. La chaîne est destiné à un public féminin.
En janvier 2009, par l'intermédiaire de son slogan « Somos el 9 » (Nous sommes la 9), la chaîne s'associe au chiffre 9 de la télécommande. Néanmoins, ce concept est rapidement abandonné en octobre 2010.

## Identité visuelle (logo)

Logo d'Antena.Nova de 2005 à 2009
Logo de Nova 9 de 2009 à octobre 2010
Logo de Nova du octobre 2010 au 11 mars 2011
Logo de Nova du 11 mars 2011 au 5 novembre 2012
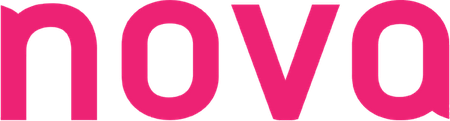
Logo de Nova du 5 novembre 2012 au 17 juin 2019
Logo de Nova depuis le 17 juin 2019

## Organisation

### Présidents
- José Manuel Lara Bosch (depuis 2005)

## Programmes
Nova est composé principalement de divertissements, de séries et de films.